# ويليام راسيل (ممثل أفلام)
ويليام راسيل (بالإنجليزية: William Russell)‏ (و. 1884 – 1929 م) هو ممثل أفلام، ومخرج أفلام، وكاتب سيناريو، وممثل مسرحي أمريكي، ولد في ذا برونكس، توفي في لوس أنجلوس، عن عمر يناهز 45 عاماً، بسبب ذات الرئة.

## وصلات خارجية
- ويليام راسيل على موقع IMDb (الإنجليزية)
- ويليام راسيل على موقع أول موفي (الإنجليزية)
- ويليام راسيل على موقع قاعدة بيانات الأفلام السويدية (السويدية)
- ويليام راسيل على موقع قاعدة بيانات الفيلم (الإنجليزية)
- ويليام راسيل على موقع كينوبويسك (الروسية)